# Michele Kacsics
Michele Kacsics (in ungherese Kacsics nembeli Mihály; in croato Mihovil Kačić; ... – dopo il 1228), fu un nobile ungherese discendente della nobile famiglia dei Kacsics.
Figlio di genitori ignoti, il suo unico fratello era Simone Kacsics, bano di Slavonia nel 1212. Michele ebbe due figli, Leustachio, progenitore della famiglia dei Zagyvafői, e Falkos, il primo membro conosciuto del ramo Falkos e nonno di Tommaso Szécsényi. Tramite Falkos, Michele fu il capostipite delle famiglie Szécsényi, Farkas di Szeszárma (Lekér, Harina), Tompos di Libercse, Radó de Libercse e Geréb di Vingárt.
Michele ricoprì la carica di voivoda della Transilvania tra il 1209 e il 1212. Oltre a ciò, fu anche ispán (comes) del comitato di Bihar nel 1209. Michele fu il primo voivoda a ricevere una concessione di terra nella provincia della Transilvania, intorno al 1210. Tuttavia, queste terre originariamente disabitate lungo i corsi superiori del fiume Maros gli furono confiscate nel 1228.
Fu nominato bano della Slavonia nel 1212, insieme al fratello. Con Simone e Pietro, figlio di Töre, Michele giocò un ruolo decisivo nell'assassinio di Gertrude di Merania, avvenuto nel 1213. Probabilmente anche Michele prese parte alla preparazione dell'assassinio. Dopo il ritorno di Andrea II d'Ungheria dalla Galizia, poiché solo Pietro fu giustiziato e impalato, la famiglia dei Kacsics poté ancora conservare i propri feudi. La confisca delle terre, come prima accennato, avvenne nel 1228 e potrebbe testimoniare una sorta di successiva rappresaglia.